# Тапакуло періянський
Тапакуло періянський (Scytalopus perijanus) — вид горобцеподібних птахів родини галітових (Rhinocryptidae). Описаний у 2015 році.

## Поширення
Вид поширений в горах Сьєрра-де-Періха на півночі Колумбії та на заході Венесуели. На венесуельському схилі відомий з 9 локалітетів на висотах від 1800 до 3120 м над рівнем моря; на колумбійському схилі відомий з 10 локалітетів у департаментах Ла-Гуахіра і Сесар на висотах від 1600 до 3225 метрів над рівнем моря.

## Опис
Його довжина становить від 10 до 12 см, а вага — 18 г. Горло, шия, груди і центр живота сірі з яскравими відтінками. Голова, спина і плечі сірі. Пір'я на плечах має темно-коричневі смужки. Має червонувато-коричневу пляму на потилиці. Круп каштановий з сірим пір'ям. Криючі хвоста коричневі. Нижня сторона і боки черевця від блідо-жовтого до глинисто-помаранчевого кольору. Стегна коричнево-жовті. Райдужка темно-коричнева.